# Ottilie Ehlers-Kollwitz

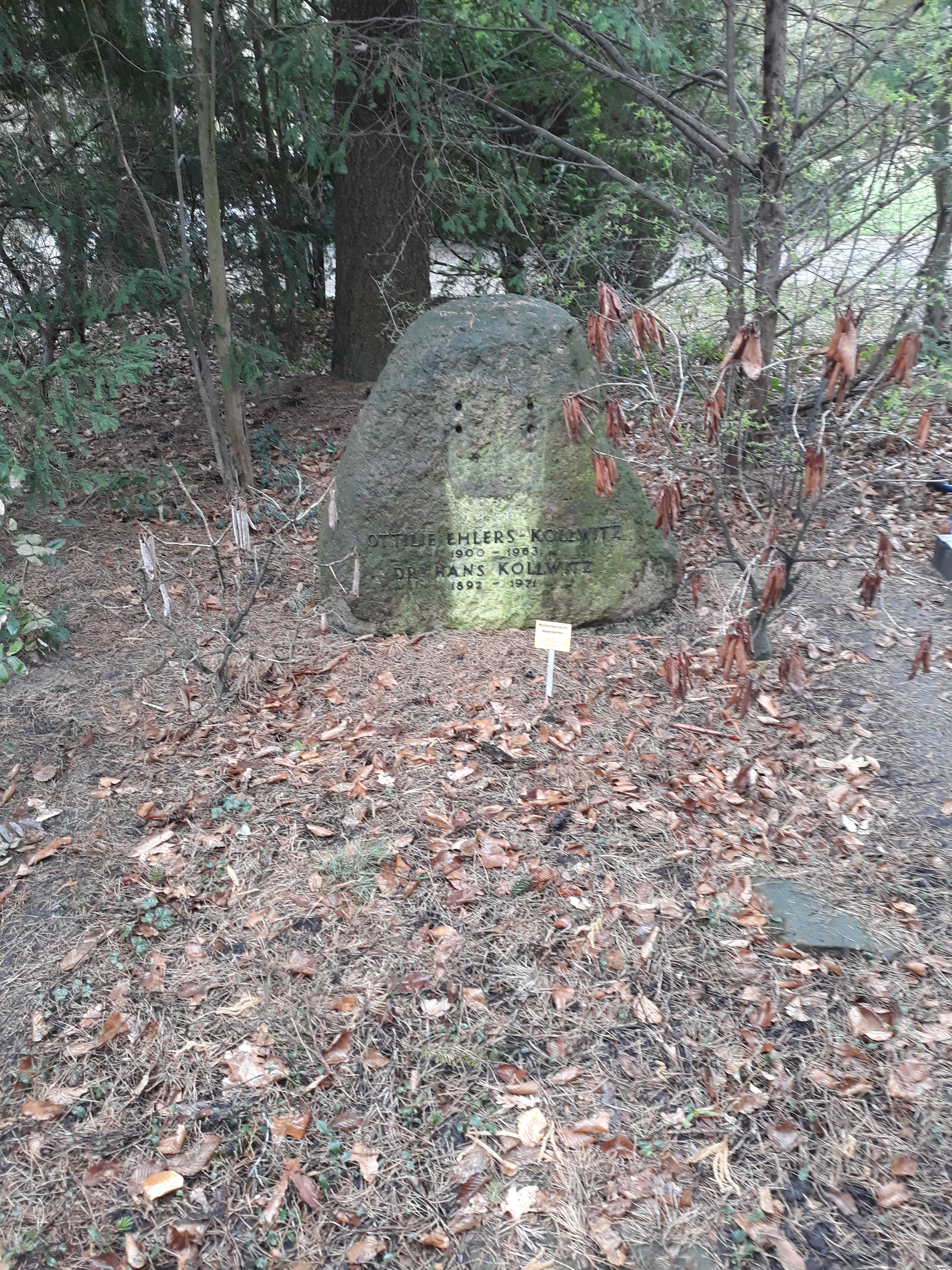
Das Grab von Ottilie Ehlers-Kollwitz und ihrem Ehemann Hans Kollwitz auf dem Heidefriedhof Tempelhof in Berlin.

Ottilie Ehlers-Kollwitz (* 15. Juli 1900 in Finkenkrug/Falkensee; † 27. Mai 1963 in Berlin) war eine deutsche Graphikerin und Malerin. Sie war die Schwiegertochter von Käthe Kollwitz.

## Leben
Sie studierte ab 1919 an der Reimann-Schule in Berlin und an der Unterrichtsanstalt des Kunstgewerbemuseums bei Max Hertwig, Emil Orlik und Ernst Böhm. Nach ihrer Heirat mit Hans Kollwitz im Jahre 1920 widmete sie sich in den folgenden Jahren vornehmlich der Erziehung ihrer vier Kinder Peter (1921–1942), der Zwillingsschwestern Jordis und Jutta (* 1923) und Arne (1930–2024). Ihre spärliche Freizeit nutzte sie dennoch diszipliniert zu ihrer künstlerischen Weiterentwicklung. So veröffentlichte sie etwa 1923 „Das Buch vom kleinen Peter“ mit handkolorierten Holzschnitten und eigenen Versen. Ab 1925 beschäftigte sie sich mit der Technik der Radierung. Innerhalb der Familie allerdings wurde sie an den Werken ihrer Schwiegermutter gemessen, deren Ästhetik aber nicht die ihre war; gleichwohl schätzte Käthe Kollwitz ihre Arbeiten. Befreiend wirkte eine ab 1928 unternommene Psychotherapie, aus der Ottilie Ehlers-Kollwitz persönlich gestärkt und künstlerisch inspiriert hervorging.
Einen Namen machte sie sich fortan vor allem als Buchillustratorin. Daneben perfektionierte sie sich in der Technik des Holzschnitts. Ein Großteil ihres Werkes wurde aber im Zweiten Weltkrieg vernichtet. Eine Reihe von Holzschnitten mit vornehmlich ostpreußischen Motiven, entstanden zwischen 1938 und 1943, überdauerte die Kriegsjahre. Bereits 1946 wurde dieses Corpus veröffentlicht. Der Kunsthistoriker Gerhard Händler schrieb dazu im Vorwort: „Die Holzschnitte unserer Künstlerin haben nichts von der revolutionären Art der ‚Brücke‘-Meister. Sie reden eine leisere, intimere Sprache, aber sie erfüllen in ihrer Weise alle Forderungen der Schwarzweißkunst. Sie bringen in reicher Entfaltung die ganz persönliche Nuance ihrer Schöpferin, ihren ganz eigenen graphischen Beitrag“.
1945/1946 war sie in Berlin auf der vom Kulturbund zur Demokratischen Erneuerung Deutschlands veranstalteten Ausstellung Bildender Künstler mit drei Holzschnitten vertreten. 1946 begann ihre Zusammenarbeit mit dem Volk und Wissen Verlag, für den sie wiederum als Illustratorin tätig wurde.
1950 beschäftigte sie sich anlässlich einer Reise nach London im British Museum ausführlich mit chinesischen Holzschnitten und Malerei. In den folgenden Jahren bis zu ihrem Tod hielt sie sich häufig zu Studienzwecken in Italien und auf Elba auf. Die künstlerische Ernte dieser Aufenthalte waren nun lichtdurchflutete Aquarelle, Farbholzschnitte und Farbmonotypien.
Die Rezeption dieser Werke setzte ab Mitte der 1950er Jahre ein, wurde aber durch den plötzlichen Tod der Künstlerin 1963 jäh und für Jahrzehnte unterbrochen. Erst 2010 wurde das Schaffen von Ottilie Ehlers-Kollwitz durch eine umfassende Werkschau wieder einer interessierten Öffentlichkeit zugänglich gemacht. 2014 erschien parallel zu einer ganz ihr gewidmeten Ausstellung im Kölner Käthe-Kollwitz-Museum unter dem Titel „Nähe und Distanz“ eine ausführliche und reich bebilderte Monographie zu Leben und Werk von Ottilie Ehlers-Kollwitz, die auch eine Auflistung aller bisherigen Ausstellungen beinhaltet.
Die Kunsthistorikerin Friedegund Weidemann nennt sie „eine Künstlerin in der besten Berliner Tradition, die dem emotionalen Erlebnis von Mensch und Natur durch meisterhafte Beherrschung des künstlerischen Handwerks intensiven Ausdruck verleiht“ (S. 9).